# 376.ª Divisão de Infantaria (Alemanha)
A 376ª Divisão de Infantaria (em alemão:376. Infanterie-Division) foi uma unidade militar que serviu no Exército alemão durante a Segunda Guerra Mundial.

## Comandantes
| Comandante                                  | Data                                           |
| ------------------------------------------- | ---------------------------------------------- |
| Generalleutnant Alexander Edler von Daniels | 1 de abril de 1942 - 31 de janeiro de 1943     |
| Generalleutnant Arnold Szelinski            | 1 de abril de 1943 - 9 de dezembro de 1943     |
| Generalleutnant Otto Schwarz                | 11 de dezembro de 1943 - 4 de setembro de 1944 |

## Oficiais de operações
| Major Heinrich Bussmann       | 1 de abril de 1942 — 21 de agosto de 1942   |                         |
| Oberstleutnant Horst Wilutzky | 21 de agosto de 1942 — 5 de março de 1944]] | flown out of Stalingrad |
| Major Philipp Heinz           | 5 de março de 1944 — 15 de agosto de 1944   |                         |
| Major Ralf Bucher             | 15 de agosto de 1944 — de agosto de 1944    |                         |

## Área de operações
| França                     | abril de 1942 - junho de 1942     |
| Frente Oriental, setor sul | junho de 1942 - outubro de 1942   |
| Stalingrado                | outubro de 1942 - janeiro de 1943 |
| Países Baixos              | abril de 1943 - novembro de 1943  |
| Frente Oriental, setor sul | novembro de 1943 - agosto de 1944 |
| Romênia                    | agosto de 1944 - setembro de 1944 |